# Plan de conturi
Planul de conturi (engleză chart of accounts) este o listă organizată de conturi financiare utilizate pentru înregistrarea și clasificarea tranzacțiilor contabile ale unei organizații. Conturile sunt grupate pe categorii precum active, pasive, capital propriu, venituri și cheltuieli pentru a sistematiza contabilitatea. Fiecare cont are un cod unic și o denumire care ajută la identificarea și raportarea corectă a operațiunilor economice.
Planurile de conturi pot fi preluate dintr-un plan standard, precum BAS în Suedia. În unele țări, planurile de conturi sunt definite de contabil pe baza unor modele generale standard sau conform reglementărilor legale. Totuși, în majoritatea țărilor, proiectarea planului de conturi revine integral fiecărui contabil.

## Administrare
Planul de conturi este, de obicei, creat pentru o organizație de către un contabil și pus la dispoziția contabilului auxiliar pentru utilizare. Fiecărui cont din planul de conturi i se atribuie un nume. Conturile pot primi și un număr unic de cont prin care pot fi identificate. Numerele conturilor pot fi structurate pentru a se potrivi nevoilor organizației, de exemplu prin cifre care reprezintă o divizie a companiei, un departament, tipul contului etc. Prima cifră poate indica, spre exemplu, tipul contului (activ, pasiv etc.). În software-ul contabil, utilizarea numărului contului poate fi o modalitate mai rapidă de a înregistra o operațiune și permite afișarea conturilor în ordine numerică, în loc de ordine alfabetică. Conturi pot fi adăugate în planul de conturi după necesitate; de regulă, acestea nu sunt eliminate, mai ales dacă au fost efectuate tranzacții pe cont sau dacă există un sold diferit de zero.
Conturile sunt utilizate pentru generarea unui bilanț de verificare, o listă a conturilor active din registrul general împreună cu soldurile lor debitoare și creditoare, folosită pentru a verifica completitudinea unui set de conturi: dacă totalurile debit și credit se potrivesc, aceasta indică faptul că evidența contabilă este corect întreținută. Totuși, un bilanț de verificare echilibrat nu garantează absența erorilor în înregistrările individuale din registru.
În timp ce unele țări definesc planuri naționale standardizate de conturi (de exemplu, Franța și Germania), altele precum Statele Unite și Regatul Unit, nu o fac.
În Uniunea Europeană, majoritatea țărilor codifică un standard național de contabilitate (GAAP) conform directivelor contabile UE și solicită, de asemenea, aplicarea IFRS (conform Regulamentului IAS) pentru companiile publice. Primul definește adesea un plan de conturi, pe când al doilea nu. Comisia Europeană a depus eforturi considerabile pentru armonizarea administrativă fiscală, iar această armonizare este punctul central al celei mai recente versiuni a directivei UE privind TVA-ul, care urmărește o mai bună armonizare și susține documentele comerciale electronice, cum ar fi facturile electronice utilizate în comerțul transfrontalier. Totuși, deoarece GAAP-urile naționale servesc adesea drept bază pentru determinarea impozitului pe venit, iar legislația fiscală rămâne în competența statelor membre, nu există un plan unic și uniform de conturi la nivelul UE.

## Tipuri de conturi
Un cont contabil reprezintă o evidență scrisă, organizată într-o formă duală, după cum a fost descris pentru prima dată de Luca Pacioli: partea stângă este „debit”, iar partea dreaptă este „credit”.
Există diverse tipuri de conturi:
1. Conturile de active sunt folosite pentru a identifica activele. Un activ reprezintă un drept prezent al unei entități asupra unui beneficiu economic. Exemple comune de conturi de active includ numerar în casă, numerar în bancă, creanțe, stocuri, cheltuieli plătite în avans, terenuri, clădiri, echipamente, patente, drepturi de autor, licențe etc. Fondul comercial diferă de alte active prin faptul că nu este folosit în operațiuni și nu poate fi vândut, licențiat sau transferat în alt mod.
2. Conturile de datorii sunt folosite pentru a recunoaște obligațiile. O datorie reprezintă o obligație prezentă a unei entități de a transfera un beneficiu economic. Exemple frecvente includ conturi de plătit, venituri înregistrate în avans, împrumuturi bancare, obligațiuni și obligații de leasing.
3. Conturile de capital propriu sunt folosite pentru a recunoaște capitalul deținut. Termenii capital propriu [pentru organizațiile cu scop lucrativ] sau active nete [pentru organizațiile fără scop lucrativ] reprezintă interesul rezidual în activele unei entități după deducerea datoriilor sale. Conturile de capital includ capital social, capital subscris și profit nerepartizat. Conturile de capital pot varia în funcție de jurisdicție, unele cerând clasificări suplimentare separate.
4. Conturile de venit sunt folosite pentru a recunoaște veniturile. Veniturile reprezintă intrări sau alte sporiri ale activelor unei entități sau stingerea datoriilor acesteia (sau o combinație a ambelor) prin livrarea sau producerea de bunuri, prestarea de servicii sau desfășurarea altor activități.
5. Conturile de cheltuieli sunt folosite pentru a recunoaște cheltuielile. Cheltuielile reprezintă ieșiri sau alte consumuri ale activelor unei entități sau angajamente ale datoriilor acesteia (sau o combinație a ambelor) prin livrarea sau producerea de bunuri, prestarea de servicii sau desfășurarea altor activități.
6. Conturile de câștig sunt folosite pentru a recunoaște câștigurile. Câștigurile sunt creșteri ale capitalului propriu (activelor nete) rezultate din tranzacții și alte evenimente ce afectează o entitate, cu excepția celor generate de venituri sau investiții ale proprietarilor. În practică, modificările pozitive ale valorii de piață a activelor sau negative ale datoriilor sunt recunoscute ca și câștiguri, în timp ce, de exemplu, dobânzile, dividendele, chiria sau redevențele sunt recunoscute ca alte venituri.
7. Conturile de pierdere sunt folosite pentru a recunoaște pierderile. Pierderile sunt scăderi ale capitalului propriu (activelor nete) rezultate din tranzacții și alte evenimente ce afectează o entitate, cu excepția celor generate de cheltuieli sau distribuții către proprietari. În practică, modificările negative ale valorii de piață a activelor sau pozitive ale datoriilor sunt recunoscute ca pierderi, în timp ce, de exemplu, dobânzile sau contribuțiile caritabile sunt recunoscute ca alte cheltuieli.
8. Venitul este termenul utilizat în mod general pentru a desemna împreună veniturile și câștigurile. Nu există un termen separat pentru agregarea cheltuielilor și pierderilor.
9. Conturile contra sunt conturi cu solduri negative care compensează alte conturi din bilanț. Exemple includ amortizarea acumulată (compensată cu activele fixe) și provizioanele pentru creanțe neîncasabile (compensate cu creanțele). Dobânda amânată este de asemenea compensată cu creanțele, în loc să fie clasificată ca datorie. Conturile contra sunt adesea numite și conturi de ajustare.

## Exemplu de plan de conturi
Un plan de conturi compatibil cu IFRS și US GAAP include clasificări pentru bilanț (active, datorii și capital propriu) și pentru contul de profit și pierdere (venituri, cheltuieli, câștiguri și pierderi). În cazul unei entități consolidate sau combinate, sunt incluse și clasificări separate pentru tranzacții și solduri între entități afiliate.
Număr cont — Titlu cont — Sold: Debitor (Dr) / Creditor (Cr)
1 Active (Dr)
- 1.1 Imobilizări corporale
  - 1.1.1 Terenuri și amenajări de teren
  - 1.1.2 Clădiri, structuri și îmbunătățiri
  - 1.1.3 Mașini și echipamente
  - 1.1.4 Mobilier și dotări
  - 1.1.5 Drepturi de utilizare (clasificate ca imobilizări corporale)
  - 1.1.6 Alte imobilizări corporale
  - 1.1.7 Construcții în curs

- 1.2 Investiții imobiliare
  - 1.2.1 Finalizate
  - 1.2.2 În construcție sau dezvoltare

- 1.3 Fond comercial
- 1.4 Imobilizări necorporale
  - 1.4.1 Proprietate intelectuală
  - 1.4.2 Software
  - 1.4.3 Active comerciale și de distribuție
  - 1.4.4 Contracte și drepturi
  - 1.4.5 Drepturi de utilizare
  - 1.4.6 Criptoactive (clasificate ca imobilizări necorporale)
  - 1.4.7 Alte imobilizări necorporale
  - 1.4.8 Achiziții în curs

- 1.5 Alte active financiare
  - 1.5.1 Active financiare non-derivate
  - 1.5.2 Active financiare derivate
  - 1.5.3 Alte active financiare
  - 1.5.4 Criptoactive (clasificate ca active financiare)

- 1.6 Stocuri
  - 1.6.1 Mărfuri
  - 1.6.2 Materii prime și materiale auxiliare
  - 1.6.3 Producție în curs
- 1.6.4 Produse finite
  - 1.6.5 Alte stocuri
- 1.7 Plăți în avans și venituri de încasat (inclusiv active din contracte)
  - 1.7.1 Plăți în avans
  - 1.7.2 Venituri de încasat
  - 1.7.3 Lucrări în curs ale prestatorilor (neclasificate ca stocuri)
  - 1.7.4 Alte active
- 1.8 Creanțe și contracte
  - 1.8.1 Împrumuturi și creanțe
  - 1.8.2 Contracte cu clienții
  - 1.8.3 Alte creanțe (necomerciale)
- 1.9 Active fiscale
  - 1.9.1 Active fiscale curente
  - 1.9.2 Active fiscale amânate
  - 1.9.3 Alte active fiscale
- 1.10 Active biologice agricole
  - 1.10.1 Plante de cultură permanentă
  - 1.10.2 Animale
  - 1.10.3 Alte active agricole
- 1.11 Numerar și echivalente de numerar
  - 1.11.1 Numerar
  - 1.11.2 Echivalente de numerar
  - 1.11.3 Numerar și active financiare cu restricții

2. Capitaluri proprii (Cr)
- 2.1 Capital propriu atribuibil proprietarilor entității-mamă
  - 2.1.1 Capital emis
  - 2.1.2 Capital suplimentar vărsat
  - 2.1.3 Capitalul partenerilor
  - 2.1.4 Capitalul membrilor
  - 2.1.5 Alte interese în capital

- 2.2 Rezultatul reportat (Dr și Cr)
  - 2.2.1 Rezultatul reportat – profit/pierdere pentru perioada de raportare
  - 2.2.2 Rezultatul reportat – exclusiv profit/pierdere curentă
  - 2.2.3 Sume în suspensie (zero)

- 2.3 Alte rezerve (Dr și Cr)
  - 2.3.1 Rezervă din diferențe de curs valutar la conversie
  - 2.3.2 Rezervă din acoperiri de fluxuri de trezorerie
  - 2.3.3 Rezervă din reevaluarea activelor financiare disponibile pentru vânzare
  - 2.3.4 Rezervă din reevaluarea planurilor de beneficii definite
  - 2.3.5 Alte elemente de OCI
  - 2.3.6 Stocuri proprii de acțiuni de primit (Dr)
  - 2.3.7 Acțiuni proprii (răscumpărate) (Dr)
  - 2.3.8 Alte elemente suplimentare de capital (Cr)
- 2.4 Capitaluri proprii ale proprietarilor
- 2.5 Interese care nu controlează

3. Datorii (Cr)
- 3.1 Datorii comerciale și alte datorii
  - 3.1.1 Datorii comerciale
  - 3.1.2 Datorii pentru dividende
  - 3.1.3 Datorii pentru dobânzi
  - 3.1.4 Alte datorii
  - 3.1.5 Datorii în valută
- 3.2 Provizioane
  - 3.2.1 Provizioane legate de clienți
  - 3.2.2 Provizioane pentru litigii și reglementări
  - 3.2.3 Alte provizioane
- 3.3 Alte datorii financiare
  - 3.3.1 Cambii de plată
  - 3.3.2 Împrumuturi primite
  - 3.3.3 Obligațiuni
  - 3.3.4 Alte datorii și împrumuturi
  - 3.3.5 Obligații de leasing
  - 3.3.6 Datorii financiare derivate
- 3.4 Cheltuieli înregistrate, venituri înregistrate anticipat și alte datorii
  - 3.4.1 Cheltuieli înregistrate
  - 3.4.2 Venituri amânate și datorii pentru rambursări
  - 3.4.3 Proiecte de construcții (conturi speciale)
  - 3.4.4 Impozite acumulate, altele decât cele salariale
  - 3.4.5 Alte datorii

4. Venituri (Cr)
- 4.1 Recunoscute la momentul punctual
  - 4.1.1 Bunuri
  - 4.1.2 Servicii
- 4.2 Recunoscute pe parcursul timpului
  - 4.2.1 Produse și proiecte
  - 4.2.2 Servicii
- 4.3 Ajustări (Dr)
  - 4.3.1 Considerații variabile
  - 4.3.2 Sume plătite sau de plată către clienți
  - 4.3.3 Alte ajustări

5. Cheltuieli (Dr)
- 5.1 Cheltuieli clasificate după natură
  - 5.1.1 Materiale și mărfuri
  - 5.1.2 Cheltuieli cu beneficiile angajaților
  - 5.1.3 Cheltuieli cu servicii
  - 5.1.4 Chirie, amortizare, uzură și depreciere
  - 5.1.5 Creșteri sau scăderi ale stocurilor de produse finite și producție în curs (Dr și Cr)
  - 5.1.6 Alte lucrări efectuate de entitate și capitalizate
- 5.2 Cheltuieli clasificate după funcție
  - 5.2.1 Costul vânzărilor
  - 5.2.2 Cheltuieli de vânzare, generale și administrative

6. Alte venituri și cheltuieli neoperaționale
- 6.1 Alte venituri și cheltuieli
  - 6.1.1 Alte venituri (Cr)
  - 6.1.2 Alte cheltuieli (Dr)
- 6.2 Câștiguri și pierderi (Dr și Cr)
  - 6.2.1 Câștiguri sau pierderi din diferențe de curs valutar
  - 6.2.2 Câștiguri sau pierderi din investiții
  - 6.2.3 Câștiguri sau pierderi din instrumente derivate
  - 6.2.4 Câștiguri sau pierderi din active cripto
  - 6.2.5 Câștiguri sau pierderi din cedarea activelor
  - 6.2.6 Câștiguri sau pierderi legate de datorii
  - 6.2.7 Pierderi din creanțe neîncasabile (Dr)
  - 6.2.8 Pierdere din depreciere sau recuperare conform IFRS 9
  - 6.2.9 Pierdere din depreciere (Dr)
  - 6.2.10 Alte câștiguri și pierderi
- 6.3 Impozite și taxe, altele decât cele pe venit și salarii, și taxe de timbru (Dr)
- 6.4 Cheltuieli sau venituri fiscale (Dr și Cr)

7. Conturi între entități afiliate și părți legate (Dr și Cr)
- 7.1 Active între entități afiliate și părți legate (Dr)
  - 7.1.1 Solduri între entități eliminate la consolidare
  - 7.1.2 Solduri cu părți legate raportate sau dezvăluite
  - 7.1.3 Investiții în subsidiare, asocieri și societăți în participație raportate în situații financiare separate
- 7.2 Datorii între entități afiliate și părți legate (Cr)
  - 7.2.1 Solduri între entități eliminate la consolidare
  - 7.2.2 Solduri cu părți legate raportate sau dezvăluite
- 7.3 Venituri și cheltuieli între entități afiliate și părți legate (Dr și Cr)
  - 7.3.1 Venituri între entități afiliate și părți legate (Cr)
  - 7.3.2 Cheltuieli între entități afiliate și părți legate (Dr)
  - 7.3.3 Venituri sau pierderi din investiții în cadrul metodei equity (Dr și Cr)

### România
Conform reglementărilor românești, aliniate cu normele internaționale, planul de conturi se organizează în clase omogene:
- Clasa 1: Capitaluri proprii și rezultate
- Clasa 2: Active imobilizate
- Clasa 3: Stocuri și producție în curs
- Clasa 4: Conturi de terți (decontări)
- Clasa 5: Trezorerie
- Clasa 6: Cheltuieli
- Clasa 7: Venituri
- Clasa 8: Conturi speciale
- Clasa 9: Conturi interne de gestiune

Codurile de la 0 la 8 în cadrul grupelor permit clasificarea operațiunilor în active, pasive, venituri sau cheltuieli. Termniațiile cu cifra 9 indică operațiuni cu sens contrar celor obișnuite, cum ar fi provizioane sau ajustări. Grupele sunt corelate, de exemplu grupa 66 „Cheltuieli financiare” corespunde grupei 76 „Venituri financiare”.

### Franța
| Conturi de Bilanț                                | Conturi de Bilanț              | Conturi de Bilanț                 | Conturi de Bilanț           | Conturi de Bilanț                  | Conturi de Profit și Pierdere                         | Conturi de Profit și Pierdere            | Conturi Speciale   |
| Clasa 1                                          | Clasa 2                        | Clasa 3                           | Clasa 4                     | Clasa 5                            | Clasa 6                                               | Clasa 7                                  | Clasa 8            |
| ------------------------------------------------ | ------------------------------ | --------------------------------- | --------------------------- | ---------------------------------- | ----------------------------------------------------- | ---------------------------------------- | ------------------ |
| Conturi Capitaluri proprii și Datorii            | Conturi de Active              | Conturi de Stocuri                | Conturi Terți               | Conturi Financiare                 | Conturi de Cheltuieli                                 | Conturi de Venituri                      | Conturi Speciale   |
| 10. Capital și rezerve                           | 20. Active necorporale         |                                   | 40. Furnizori               | 50. Titluri financiare             | 60. Achiziții (cu excepția 603) 603. Variație stocuri | 70. Vânzări produse finite               | Clase de la 1 la 7 |
| 11. Rezultatul reportat                          | 21. Active corporale           | 31. Materii prime (și materiale)  | 41. Clienți                 | 51. Bănci și instituții financiare | 61. Servicii externe                                  | 71. Produse finite                       |                    |
| 12. Rezultatul exercițiului                      | 22. Active în concesiune       | 32. Alte materiale                | 42. Salariați               | 52. Instrumente de trezorerie      | 62. Alte servicii externe                             | 72. Imobilizări produse (în active)      |                    |
| 13. Subvenții pentru echipamente                 | 23. Active în curs de execuție | 33. Produse în curs de fabricație | 43. Cheltuieli sociale      | 53. Casa                           | 63. Impozite                                          |                                          |                    |
| 14. Provizioane reglementate                     |                                | 34. Servicii în curs de execuție  | 44. Autoritate fiscală      | 54. Avansuri de trezorerie         | 64. Cheltuieli cu personalul                          | 74. Subvenții pentru producție           |                    |
| 15. Conturi de regularizare                      |                                | 35. Stocuri                       |                             |                                    |                                                       |                                          |                    |
| 16. Împrumuturi și datorii                       |                                |                                   |                             |                                    |                                                       |                                          |                    |
| 17. Datorii legate de participații               | 27. Alte active financiare     | 37. Stocuri de revânzare          | 47. Conturi de așteptare    |                                    | 67. Cheltuieli excepționale                           | 77. Venituri excepționale                |                    |
| 18. Conturi de legătură între societăți afiliate | 28. Amortizări ale activelor   |                                   | 48. Conturi de regularizare | 58. Transferuri interne            | 68. Amortizări și provizioane                         | 78. Reluări de provizioane și amortizări |                    |
|                                                  | 29. Ajustări de valoare        | 39. Ajustări stocuri              | 49. Ajustări conturi terți  | 59. Ajustări conturi financiare    | 69. Participare la profit - Impozit pe profit         | 79. Transferuri de cheltuieli            |                    |

### Suedia
Planul de conturi BAS este standardul contabil (GAAP) utilizat în Suedia, disponibil în suedeză, engleză și germană. A fost dezvoltat în anii 1960 și este acum gestionat de o fundație. Este un plan deschis, modificabil, adoptat pe scară largă de instituții și companii. În anii 1990, a fost adaptat la structura IFRS sub numele BAS2000, dar numele curent uzual este BAS.
Fundația BAS este o organizație non-profit (suedeză BAS-Interessenternas förening) cu un singur angajat ce publică anual manualul de contabilitate BAS. Dezvoltarea planului BAS este realizată prin munca unui comitet cu membrii principali:
- Confederația Industriei Suedeze;
- Biserica Suediei;
- Federația Fermierilor Suedezi;
- Agenția Fiscală Suedeză;
- Bokföringsnämnden (BFN, agenția guvernamentală suedeză responsabilă de promovarea dezvoltării GAAP pentru utilizarea în contabilitatea publică și privată prin directive);
- FAR (asociația auditorilor);
- SRF (asociația contabililor);
- SIE (formatul de fișiere) (asociația furnizorilor software pentru contabilitate).

Formatul de fișier SIE, compatibil BAS, este standardul pentru schimbul de date contabile între softuri de contabilitate și audit. Formatul suportă doar conturi numerice (fără puncte), deci nu e compatibil cu planuri IFRS. Acesta este folosit pentru importul datelor din sisteme auxiliare (salarii, plăți) și a permis dezvoltarea unui ecosistem competitiv de software contabil.
Planul BAS are conturi cu patru cifre. Prima cifră indică clasa contului, următoarele cifre oferind detalii suplimentare: a doua cifră indică grupa contului, a treia cifra contul principal, iar a patra cifra subcontul.
- 1xxx Active, împărțite în 10xx active necorporale, 11xx-12xx active corporale, 13xx active financiare pe termen lung, 14xx stocuri etc., 15xx-17xx creanțe curente, 18xx investiții pe termen scurt, 19xx numerar și bancă
- 20xx Capitaluri proprii, 21xx rezerve neimpozitate, 22xx provizioane, 23xx datorii pe termen lung, 24xx-29xx datorii pe termen scurt
- 3xxx Venituri, împărțite în 30xx-37xx vânzări nete, 38xx-39xx alte venituri
- 4xxx Costuri pentru bunuri, materiale și unele servicii achiziționate
- 5xxx-6xxx Alte cheltuieli externe de exploatare
- 70xx-76xx Cheltuieli cu personalul, 77xx provizioane, 78xx amortizări, 79xx alte cheltuieli de exploatare
- 8xxx Elemente financiare (ex. dobânzi, venituri/cheltuieli valutare), alocații, impozite și profitul exercițiului
- 0xxx și 9xxx Conturi interne

Planul BAS este publicat în trei niveluri compatibile:
- Planul BAS pentru companii încorporate cu un plan complet de conturi,
- Planul BAS K1 pentru parteneriate private neîncorporate cu un plan de conturi redus,
- Planul BAS K1-mini pentru firme private neîncorporate cu un plan de conturi foarte redus.

### Hong Kong
Standardele de Contabilitate din Hong Kong (HKAS), anterior denumite HKSSAP, reprezintă un set de standarde contabile emise de Institutul Contabililor Publici Autorizați din Hong Kong.
- HKAS 1 – Prezentarea situațiilor financiare
- HKAS 2 – Stocuri
- HKAS 7 – Situația fluxurilor de trezorerie
- HKAS 8 – Politici contabile, modificări ale estimărilor contabile și erori
- HKAS 10 – Evenimente ulterioare datei raportării
- HKAS 11 – Contracte de construcții
- HKAS 12 – Impozitul pe profit
- HKAS 14 – Raportarea pe segmente
- HKAS 16 – Imobilizări corporale
- HKAS 17 – Contracte de leasing
- HKAS 18 – Venituri
- HKAS 19 – Beneficiile angajaților
- HKAS 20 – Contabilizarea subvențiilor guvernamentale și prezentarea informațiilor privind asistența guvernamentală
- HKAS 21 – Efectele modificărilor cursurilor de schimb valutar
- HKAS 23 – Costurile îndatorării
- HKAS 24 – Informații privind părțile afiliate
- HKAS 26 – Contabilitatea și raportarea planurilor de beneficii pentru pensionare
- HKAS 27 – Situații financiare consolidate și separate
- HKAS 28 – Investiții în entități asociate
- HKAS 29 – Raportarea financiară în economii hiperinflaționiste
- HKAS 30 – Informații prezentate în situațiile financiare ale băncilor și instituțiilor financiare similare
- HKAS 31 – Investiții în asocieri în participațiune
- HKAS 32 – Instrumente financiare: prezentare și informare
- HKAS 33 – Câștigul pe acțiune
- HKAS 34 – Raportarea financiară interimară
- HKAS 36 – Deprecierea activelor
- HKAS 37 – Provizioane, datorii și active contingente
- HKAS 38 – Active necorporale
- HKAS 39 – Instrumente financiare: recunoaștere și evaluare
- HKAS 40 – Investiții imobiliare
- HKAS 41 – Agricultură